# Bundesgesetz über die Arbeit in Industrie, Gewerbe und Handel
Das Bundesgesetz über die Arbeit in Industrie, Gewerbe und Handel (SR 822.11) ist das Arbeitsgesetz (ArG) der Schweiz. Es hat zum Ziel, die Arbeitssicherheit zu wahren und dadurch Arbeitnehmer vor gesundheitlichen Gefahren zu schützen. Das Bundesgesetz ist anwendbar auf alle öffentlichen und privaten Betriebe insbesondere auf die Betriebe der Industrie, des Gewerbes und Handels.
Im Arbeitsgesetz werden besonders die Arbeitszeit (wöchentliche Höchstarbeitszeiten, Überzeit, Ruhezeiten und Pausen), Nachtarbeit, Sonntagsarbeit, Schichtarbeit und ununterbrochener Betrieb, Sonderschutz für Jugendliche, Schwangere und Mütter, industrielle Betriebe sowie der Gesundheitsschutz ganz allgemein festgelegt.

## Geschichte

Plakat von Jules Courvoisier zur Abstimmung über die Revision des Fabrikgesetzes («Lex Schulthess»), 1924

Plakat von Robert Stöcklin zur Abstimmung über die Fabrikgesetz-Revision, 1924

Das erste Arbeitsgesetz der Schweiz war das Fabrikpolizeigesetz des Kantons Glarus von 1864, welches die Arbeitszeit auf 12 Stunden beschränkte, Nachtarbeit verbot, schwangeren Frauen Schutz gewährte und die Fabriken der Inspektionspflicht unterstellte.
Diesem Gesetz folgten andere ähnliche Gesetze in weiteren Kantonen.
Im Jahre 1877 folgte das erste Eidgenössische Fabrikgesetz, welches sich auf Art. 34 der Bundesverfassung von 1874 stützte und die Arbeitszeit auf maximal 11 Stunden festlegte, keine Nachtarbeit erlaubte und ein Schutzalter von 14 Jahren einführte.
Im Jahre 1919 wurde die 48-Stunden-Woche im Fabrikgesetz verankert.
Mit der Volksabstimmung vom 5. Juli 1908 wurde der Bund ermächtigt (Bundesverfassung Artikel 34), auf dem Gebiete des Gewerbewesens einheitliche Bestimmungen (Ausbau der Arbeitsschutzgesetzgebung über Fabriken und Verkehrsanstalten hinaus)  aufzustellen. Die Arbeiten für ein allgemeines Arbeitsgesetz kamen nur langsam in Gang und wurden durch die Kriegs- und Krisenjahre und den gesellschaftlichen, wirtschaftlichen und sozialen Wandel in den Nachkriegsjahren (Friedensabkommen, Frauenstimmrecht usw.) immer wieder verzögert.
Es gab zahlreiche Entwürfe, die immer wieder zu kritischen Auseinandersetzungen und Anpassungen aufgrund der Vernehmlassungsantworten führten: 1918 vom Schweizerischen Gewerbeverband,  1928 von der Vereinigung schweizerischer Angestelltenverbände, 1929 vom Schweizerischen Verband evangelischer Arbeiter und Angestellter, 1934 und 1943 von der Nationalen Aktionsgemeinschaft für wirtschaftliche Verteidigung, 1935 ein Gegenentwurf des  Schweizerischen Gewerkschaftsbundes, 1935 folgte der amtliche «Vorentwurf Pfister» zu einem Bundesgesetz über die Arbeit im Handel und in den Gewerben, 1945 erstellte das Bundesamt für Industrie, Gewerbe und Arbeit (BIGA) unter dem Einfluss der Krisen und Kriegsjahre gewandelten sozialen Anschauungen einen «Vorentwurf zu einem Bundesgesetz über die Arbeit im Handel und in den Gewerben», ein bereinigter «Entwurf zu einem Bundesgesetz über die Arbeit in Industrie, Handwerk, Handel, Verkehr und verwandten Wirtschaftszweigen (Arbeitsgesetz)» erschien 1950.
Am 1. Februar 1966 wurde das jetzt gültige Arbeitsgesetz in Kraft gesetzt und seither wiederholt angepasst. Es enthält öffentlich-rechtlich überwachte Minimalbedingungen, welche aber teils durch Gesamtsarbeitsverträge unterboten werden.

## Inhalt
Neben dem Geltungsbereich und Durchführungsbestimmungen sind folgende Hauptartikel Teil des Gesetzes:
- Gesundheitsschutz

Art. 6 – Pflichten der Arbeitgeber und Arbeitnehmer
Art. 7 – Plangenehmigung und Betriebsbewilligung
Art. 8 – Nichtindustrielle Betriebe
- Arbeits- und Ruhezeit

Art. 9 – Wöchentliche Höchstarbeitszeit
Art. 10 – Tages- und Abendarbeit
Art. 11 – Ausgleich ausfallender Arbeitszeit
Art. 12 – Voraussetzungen und Dauer der Überzeitarbeit
Art. 13 – Lohnzuschlag für Überzeitarbeit
Art. 14
Art. 15 – Pausen
Art. 15a – Tägliche Ruhezeit
Art. 16 – Verbot der Nachtarbeit
Art. 17 – Ausnahmen vom Verbot der Nachtarbeit
Art. 17a – Dauer der Nachtarbeit
Art. 17b – Lohn- und Zeitzuschlag
Art. 17c – Medizinische Untersuchung und Beratung
Art. 17d – Untauglichkeit zur Nachtarbeit
Art. 17e – Weitere Massnahmen bei Nachtarbeit
Art. 18 – Verbot der Sonntagsarbeit
Art. 19 – Ausnahmen vom Verbot der Sonntagsarbeit
Art. 20 – Freier Sonntag und Ersatzruhe
Art. 20a – Feiertage und religiöse Feiern
Art. 21 – Wöchentlicher freier Halbtag
Art. 22 – Verbot der Abgeltung der Ruhezeit
- Ununterbrochener Betrieb

Art. 23
Art. 24 – Ununterbrochener Betrieb
- Weitere Vorschriften

Art. 25 – Schichtenwechsel
Art. 26 – Weitere Schutzbestimmungen
Art. 27 – Sonderbestimmungen für bestimmte Gruppen von Betrieben oder Arbeitnehmern
Art. 28 – Geringfügige Abweichungen
- Sonderschutzvorschriften
  - Jugendliche Arbeitnehmer

Art. 29 – Allgemeine Vorschriften
Art. 30 – Mindestalter
Art. 31 – Arbeits- und Ruhezeit
Art. 32 – Besondere Fürsorgepflichten des Arbeitgebers
Art. 33
Art. 34
- - Schwangere Frauen und stillende Mütter

Art. 35 – Gesundheitsschutz bei Mutterschaft
Art. 35a – Beschäftigung bei Mutterschaft
Art. 35b – Ersatzarbeit und Lohnfortzahlung bei Mutterschaft
- - Arbeitnehmer mit Familienpflichten

Art. 36
- - Andere Gruppen von Arbeitnehmern

Art. 36a